# Marvin Akahomen
Marvin Akahomen (Suiza, 15 de julio de 2007) es un futbolista suizo que juega como defensa en el F. C. Basilea de la Superliga de Suiza.

## Estadísticas

### Clubes
Actualizado al último partido disputado el 30 de enero de 2024.
| Club                  | Div.          | Temporada     | Liga  | Liga  | Copas nacionales | Copas nacionales | Copas internacionales | Copas internacionales | Total | Total |
| Club                  | Div.          | Temporada     | Part. | Goles | Part.            | Goles            | Part.                 | Goles                 | Part. | Goles |
| --------------------- | ------------- | ------------- | ----- | ----- | ---------------- | ---------------- | --------------------- | --------------------- | ----- | ----- |
| F. C. Basilea · Suiza | 1.ª           | 2022-23       | 2     | 0     | 0                | 0                | ―                     | ―                     | 2     | 0     |
| F. C. Basilea · Suiza | 1.ª           | 2023-24       | 1     | 0     | 0                | 0                | ―                     | ―                     | 1     | 0     |
| F. C. Basilea · Suiza | Total club    | Total club    | 3     | 0     | 0                | 0                | 0                     | 0                     | 3     | 0     |
| Total carrera         | Total carrera | Total carrera | 3     | 0     | 0                | 0                | 0                     | 0                     | 3     | 0     |

## Palmarés

### Títulos nacionales
| Título             | Club          | País  | Año  |
| ------------------ | ------------- | ----- | ---- |
| Superliga de Suiza | F. C. Basilea | Suiza | 2025 |
| Copa de Suiza      | F. C. Basilea | Suiza | 2025 |